# Ž.B.K. Dinamo Mosca
Lo Ženskij basketbol'nyj klub Dinamo Moskva (in cirillico Женский баскетбольный клуб «Динамо» Москва) è una squadra di pallacanestro femminile di Mosca. Fa parte della società polisportiva omonima, che comprende anche una squadra di calcio, pallacanestro maschile e calcio a 5.

## Storia
Fondata nel 1923, nel 1937 ha vinto il suo primo titolo sovietico. Nel 1959 ha perso la finale di Coppa dei Campioni contro lo Slavia Sofia e da allora a livello europeo ha vinto solo l'EuroCoppa del 2007. A livello nazionale, ha conquistato undici campionati sovietici e tre russi.

## Roster 2011-2012
- Marina Chazova
- Ekaterina Fedorenkova
- Anastasija Pimenova
- Ekaterina Sytnjak
- Nadežda Grišaeva
- Šolochova Viktorija
- Elena Charčenko
- Veronika Doroševa
- Irina Sokolovskaja
- Anna Leškovceva
- Tat'jana Popova
- Viktorija Medvedeva
- Kristi Toliver
- Tat'jana Grigor'eva

## Palmarès
- EuroCup Women: 3
2007, 2013, 2014
- Campionato sovietico: 11
1937, 1938, 1939, 1940, 1944, 1945, 1948, 1950, 1953, 1957, 1958
- Campionato russo: 3
1998, 1999, 2000